# René Lacoste
Jean René Lacoste (Paris, 2 de Julho de 1904 — Saint-Jean-de-Luz, 12 de Outubro de 1996) foi um famoso francês, jogador de tênis, empresário e inovador. Por ter sido um dos mais vorazes tenistas de sua época, ele foi apelidado de "o crocodilo" pelos fãs. Além disso, ele é bastante conhecido por ser o criador, em 1933, da marca Lacoste (a primeira marca de roupas realmente desenhadas para a prática do tênis). O logotipo das camisas Lacoste, sempre consideradas de alto padrão, é justamente o desenho estilizado de um crocodilo. Ele usou sua criação pela primeira vez no US Open.
Um dos astros do quarteto de tenistas franceses que foi apelidado de “Os 4 Mosqueteiros” (que incluía ainda Jean Borotra, Henri Cochet e Jacques Brugnon), em 2014, Lacoste teve seu nome incluído na lista "Os 10 tenistas que transformaram a forma como o tênis é jogado", elaborada pela Revista Tênis. Segundo a revista, "considerado um dos maiores estrategistas de todos os tempos, Lacoste ainda foi um dos primeiros a introduzir treinos de força à sua rotina diária".

## Biografia
Apesar de alguns apontarem que o jovem não tinha um dom natural para o tênis, Lacoste compensava isso com horas e horas de treinos. Não contente, ele estudava seus adversários minuciosamente para poder explorar cada possível fraqueza. Sua meticulosidade era tamanha que mantinha diários sobre o jogo de cada rival. Não à toa, é considerado um dos maiores estrategistas de todos os tempos.
Ele se aposentou do tênis aos 25 anos, já acumulando vários títulos, por causa de uma tuberculose, e então foi se dedicar totalmente aos negócios.
Lacoste era um dos Quatro Mosqueteiros, estrelas do tênis francês que dominaram o tênis na década de 1920 e no começo da década de 1930. Venceu sete títulos individuais de Grand Slam nos campeonatos Francês, Americano e Britânico mas nunca fez a longa viagem a Austrália para jogar o campeonato de lá. Ele foi o tenista número 1 do mundo entre os anos de 1926 e 1927.
Em 1933, Lacoste fundou La Société Chemise Lacoste com André Gillier. A companhia produzia a camisetas de tênis que Lacoste frequentemente usava em suas partidas, que tinha um aligator (normalmente pensam ser um crocodilo) bordado no peito.
Em 1963, Lacoste criou uma sensação na tecnologia de raquetes por patentear a primeira raquete de tênis em aço tubular. Até então, raquetes eram quase sempre feitas de madeira. Nesta nova variação de raquete eram anexadas à moldura uma série de cabos, que eram envolvidos pela cabeça da raquete. A raquete foi vendida na Europa sob a marca da Lacoste, mas nos Estados Unidos foi vendida pela Wilson Sporting Goods e foi aclamada pela crítica, obtendo grande popularidade com a Wilson T-2000, usada pelo grande tenista americano Jimmy Connors.
Na sua autobiografia de 1979, Jack Kramer, o promotor de tênis de longa data e grande jogador, incluiu Lacoste em sua lista dos 21 maiores jogadores de todos os tempos.
Há numerosas explicações do porquê de Lacoste foi originalmente chamado de "O Crocodilo". Um obituário de 2006 do New York Times sobre o filho de Lacoste, Bernard, fornece uma explicação um tanto autoritária. Nos anos 1920, supostamente, Lacoste apostou com o capitão de seu time sobre se ele venceria uma certa partida. As apostas eram sobre uma maleta que viu em uma loja Boston que era feita de pele de Crocodilo (ou aligator). Mais tarde, o amigo de René Lacoste, Robert George, bordou um crocodilo em uma jaqueta que Lacoste vestiu para a partida.
Ele se casou com a famosa campeã de golfe Simone de la Chaume. A filha deles Catherine Lacoste foi também uma golfista campeã.
Os quatro mosqueteiros (Jean Borotra, Jacques Brugnon, Henri Cochet e René Lacoste) entraram juntos no International Tennis Hall of Fame, em Newport, Rhode Island, Estados Unidos, no ano de 1976.

## Grand Slam finais

### Simples: 10 (7 títulos, 3 vices)
| Resultado | Ano  | Torneio          | Piso   | Oponente     | Placar                   |
| --------- | ---- | ---------------- | ------ | ------------ | ------------------------ |
| Vice      | 1924 | Wimbledon        | Grama  | Jean Borotra | 1–6, 6–3, 1–6, 6–3, 4–6  |
| Campeão   | 1925 | Aberto da França | Saibro | Jean Borotra | 7–5, 6–1, 6–4            |
| Campeão   | 1925 | Wimbledon        | Grama  | Jean Borotra | 6–3, 6–3, 4–6, 8–6       |
| Vice      | 1926 | Aberto da França | Saibro | Henri Cochet | 2–6, 4–6, 3–6            |
| Campeão   | 1926 | US Open          | Grama  | Jean Borotra | 6–4, 6–0, 6–4            |
| Campeão   | 1927 | Aberto da França | Saibro | Bill Tilden  | 6–4, 4–6, 5–7, 6–3, 11–9 |
| Campeão   | 1927 | US Open          | Grama  | Bill Tilden  | 11–9, 6–3, 11–9          |
| Vice      | 1928 | Aberto da França | Saibro | Henri Cochet | 7–5, 3–6, 1–6, 3–6       |
| Campeão   | 1928 | Wimbledon        | Grama  | Henri Cochet | 6–1, 4–6, 6–4, 6–2       |
| Campeão   | 1929 | Aberto da França | Saibro | Jean Borotra | 6–3, 2–6, 6–0, 2–6, 8–6  |

### Duplas: 4 (3 títulos, 1 vice)
| Resultado | Ano  | Torneio          | Piso   | Parceiro     | Oponentes                    | Placar                   |
| Campeão   | 1925 | Aberto da França | Saibro | Jean Borotra | Jacques Brugnon Henri Cochet | 7–5, 4–6, 6–3, 2–6, 6–3  |
| Campeão   | 1925 | Wimbledon        | Grama  | Jean Borotra | John Hennessey Raymond Casey | 6–4, 11–9, 4–6, 1–6, 6–3 |
| Vice      | 1927 | Aberto da França | Saibro | Jean Borotra | Jacques Brugnon Henri Cochet | 6–2, 2–6, 0–6, 6–1, 4–6  |
| Campeão   | 1929 | Aberto da França | Saibro | Jean Borotra | Jacques Brugnon Henri Cochet | 6–3, 3–6, 6–3, 3–6, 8–6  |

### Duplas Mistas: 2 (2 vices)
| Resultado | Ano  | Torneio | Piso  | Parceira                 | Oponentes                   | Placar        |
| Vice      | 1926 | US Open | Grama | Hazel Hotchkiss Wightman | Elizabeth Ryan Jean Borotra | 4–6, 5–7      |
| Vice      | 1927 | US Open | Grama | Hazel Hotchkiss Wightman | Eileen Bennett Henri Cochet | 2–6, 6–0, 3–6 |